# 574

## Догађаји
- 7. децембар – Цар Јустин II одлази у пензију због понављајућих напада лудила; абдицира са престола у корист свог генерала Тиберија. Јустин га проглашава за цезара и усваја га за сопственог сина.
- Зима – Царица Софија и Тиберије пристају на једногодишње примирје са Персијанцима, по цени од 45.000 солида. Примирје се односи само на месопотамски фронт; на Кавказу се наставља рат.
- Краљ Клеф је убијен након 18-месечне владавине од стране стражара, роба којег је малтретирао. Следећу деценију, Ломбардским краљевством управљају независна војводства (владавина војвода).
- Визиготи под краљем Лиувигилдом нападају Кантабрију (северна Шпанија) и уништавају град Амају (Бургос). Он масакрира становнике и придодаје провинцију Визиготском краљевству.
- Аедан мац Габраин постаје краљ Дал Риата (Шкотска).
- Персијско царство руши режиме који су повезани са Аксумитом и Византијем у Јемену (Арапско полуострво).
- Велика вулканска ерупција се дешава на Антарктику.
- 13. јул – Папа Јован III умире у Риму после 13-годишње владавине, све до јуна следеће године Света столица постаје упражњена.
- Марио Авентенсис је постављен за епископа Авентикума (савременог Авенша).